# Tetratoma pictipennis
Tetratoma pictipennis es una especie de coleóptero de la familia Tetratomidae.

## Distribución geográfica
Habita en Siberia.